# S16 AL 1401 et 1402
Les S16 1401 et 1402 furent les dernières locomotives à vapeur pour train de voyageurs construites pour les Chemins de fer d'Alsace-Lorraine.

## Histoire
Ces deux prototypes à tender séparé furent étudiés par l'Office central d'études de matériel de chemins de fer et construites par la Société Alsacienne de Constructions Mécaniques à Graffenstaden. Les numéros constructeurs étaient 7676 et 7677. Une série de 10 locomotives supplémentaires étaient prévue en 1937, mais ne vit jamais le jour.
Ces machines sont numérotées 1401 et 1402 par la compagnie des chemins de fer d'Alsace-Lorraine .
En 1938, lors de la création de la SNCF, elles deviennent les 1-231 D 1 et 2. Les deux locomotives furent réquisitionnées le 4 décembre 1940 par la Deutsche Reichsbahn et transférées en Allemagne pour servir comme génératrices de vapeur.
Après la guerre, elles sont radiées officiellement des effectifs le 03 juin 1946. Seule la 1401 fut rapatriée en mauvais état et découpée au dépôt de Thionville en 1947. La 1402 resta en Allemagne.

## Description
Ces locomotives étaient du type Pacific, à deux cylindres simple expansion et distribution par soupapes à cames rotatives Caprotti. La chaudière, timbrée à 20kg/cm², comportait un foyer débordant réalisé en cuivre, était équipée d'un surchauffeur Est type Schmidt, d'un réchauffeur et d'une pompe ACFI ainsi qu’un échappement Kylchap double.

Le châssis était constitué de deux longerons en acier de 130 mm d'épaisseur reliés par des entretoises. Le bogie, freiné, était à châssis intérieur en acier moulé monobloc et disposait d’un jeu latéral de 90 mm. L'essieu arrière disposait d'un jeu latéral de 55 mm.

## Différences
La locomotive 1401 disposait sur l'essieu arrière d'un « booster » (moteur auxiliaire à vapeur à deux pistons), destiné à fournir un effort supplémentaire au démarrage pour le décollage de rames lourdes, qui ne fut pas maintenu en service.

Le diamètre des cylindres était de 575 mm sur la 1401 et de 540 mm sur la 1402.

La 1401 était dotés de petits écrans pare-fumées, alors que la 1402 était doté d'écrans Wagner, plus grands et plus efficaces. Cela aura pour conséquence la modification de ceux de la 1401 par l'ajout de tôles supplémentaires.

## Note, références
1. ↑  https://www.steamlocomotive.com/locobase.php?country=France&wheel=4-6-2&railroad=alsace-lorraine
2. ↑  « Le retour, il y a 100 ans, du réseau Alsace-Lorraine. », sur Train Consultant Clive Lamming, 13 octobre 2020 (consulté le 15 novembre 2023).